# Église Saint-Sébastien de Champétières
Pour les articles homonymes, voir église Saint-Sébastien.
L'église Saint-Sébastien est une église située à Champétières dans le département français du Puy-de-Dôme, en région Auvergne-Rhône-Alpes.

## Historique
La cure de l’église relevait de la collation de l’abbé de la Chaise-Dieu et dépendait de l’archiprêtré du Livradois, annexé à la cure de Saint-Priest de Bertignat.

### Protection
L'église est inscrite au titre des monuments historiques par arrêté du 11 juin 1990.

## Description
L’église, à nef unique de trois travées, présente une abside carrée et des voûtes d’ogives sur les deux premières travées et les chapelles latérales. Un porche en plein cintre, accessible par escaliers, est accolé à l’ouest et supporte un clocher rectangulaire avec ouvertures géminées, flanqué d’une tour à base carrée et partie supérieure hexagonale abritant un escalier à vis. Sous le porche se trouve un autel carolingien. Le chœur est orné d’un retable des XVIIe – XVIIIe siècles avec colonnes torses, toile de la Nativité, statues de saints et un panneau sculpté du Père Éternel.